# Kasper Hjulmand
Kasper Hjulmand (Aalborg, 9 aprile 1972) è un allenatore di calcio ed ex calciatore danese, di ruolo difensore.

## Statistiche

### Statistiche da allenatore

#### Club
| Stagione            | Squadra             | Campionato          | Campionato | Campionato | Campionato | Campionato | Coppe nazionali | Coppe nazionali | Coppe nazionali | Coppe nazionali | Coppe nazionali | Coppe continentali | Coppe continentali | Coppe continentali | Coppe continentali | Coppe continentali | Altre coppe | Altre coppe | Altre coppe | Altre coppe | Altre coppe | Totale | Totale | Totale | Totale | % Vittorie | Piazzamento |
| Stagione            | Squadra             | Comp                | G          | V          | N          | P          | Comp            | G               | V               | N               | P               | Comp               | G                  | V                  | N                  | P                  | Comp        | G           | V           | N           | P           | G      | V      | N      | P      | %          | Piazzamento |
| ------------------- | ------------------- | ------------------- | ---------- | ---------- | ---------- | ---------- | --------------- | --------------- | --------------- | --------------- | --------------- | ------------------ | ------------------ | ------------------ | ------------------ | ------------------ | ----------- | ----------- | ----------- | ----------- | ----------- | ------ | ------ | ------ | ------ | ---------- | ----------- |
| gen.-giu. 2006      | Lyngby              | 1.D                 | ?          | ?          | ?          | ?          | CD              | ?               | ?               | ?               | ?               | -                  | -                  | -                  | -                  | -                  | -           | -           | -           | -           | -           | 0      | 0      | 0      | 0      | —          | Sub. 3º     |
| 2006-2007           | Lyngby              | 1.D                 | 30         | 19         | 7          | 4          | CD              | ?               | ?               | ?               | ?               | -                  | -                  | -                  | -                  | -                  | -           | -           | -           | -           | -           | 0      | 0      | 0      | 0      | —          | 1º (prom.)  |
| 2007-2008           | Lyngby              | SL                  | 33         | 3          | 9          | 21         | CD              | 2               | 1               | 0               | 1               | -                  | -                  | -                  | -                  | -                  | -           | -           | -           | -           | -           | 35     | 4      | 9      | 22     | 11,43      | 12º (retr.) |
| Totale Lyngby       | Totale Lyngby       | Totale Lyngby       | 53+        | 22+        | 16+        | 25+        |                 | 2+              | 1+              | 0+              | 1+              |                    | -                  | -                  | -                  | -                  |             | -           | -           | -           | -           | 0      | 0      | 0      | 0      | —          |             |
| 2011-2012           | Nordsjælland        | SL                  | 33         | 21         | 5          | 7          | CD              | 4               | 3               | 0               | 1               | UEL                | 2                  | 0                  | 1                  | 1                  | -           | -           | -           | -           | -           | 39     | 24     | 6      | 9      | 61,54      | 1º          |
| 2012-2013           | Nordsjælland        | SL                  | 33         | 17         | 9          | 7          | CD              | 2               | 1               | 0               | 1               | UCL                | 6                  | 0                  | 1                  | 5                  | -           | -           | -           | -           | -           | 41     | 18     | 10     | 13     | 43,90      | 2º          |
| 2013-2014           | Nordsjælland        | SL                  | 33         | 13         | 7          | 13         | CD              | 5               | 3               | 1               | 1               | UCL+UEL            | 2+2                | 0+0                | 0+1                | 2+1                | -           | -           | -           | -           | -           | 42     | 16     | 9      | 17     | 38,10      | 6º          |
| 2014-feb. 2015      | Magonza             | BL                  | 21         | 4          | 10         | 7          | CG              | 1               | 0               | 1               | 0               | UEL                | 2                  | 1                  | 0                  | 1                  | -           | -           | -           | -           | -           | 24     | 5      | 11     | 8      | 20,83      | Eson.       |
| gen.-giu. 2016      | Nordsjælland        | SL                  | 15         | 4          | 4          | 7          | CD              | -               | -               | -               | -               | -                  | -                  | -                  | -                  | -                  | -           | -           | -           | -           | -           | 15     | 4      | 4      | 7      | 26,67      | Sub. 9º     |
| 2016-2017           | Nordsjælland        | SL                  | 36         | 13         | 10         | 13         | CD              | 2               | 1               | 0               | 1               | -                  | -                  | -                  | -                  | -                  | -           | -           | -           | -           | -           | 38     | 14     | 10     | 14     | 36,84      | 5º          |
| 2017-2018           | Nordsjælland        | SL                  | 36         | 17         | 8          | 11         | CD              | 2               | 1               | 0               | 1               | -                  | -                  | -                  | -                  | -                  | -           | -           | -           | -           | -           | 38     | 18     | 8      | 12     | 47,37      | 3º          |
| 2018-mar. 2019      | Nordsjælland        | SL                  | 26         | 9          | 9          | 8          | CD              | 2               | 1               | 0               | 1               | UEL                | 6                  | 4                  | 0                  | 2                  | -           | -           | -           | -           | -           | 34     | 14     | 9      | 11     | 41,18      | Eson.       |
| Totale Nordsjælland | Totale Nordsjælland | Totale Nordsjælland | 212        | 94         | 52         | 66         |                 | 17              | 10              | 1               | 6               |                    | 18                 | 4                  | 3                  | 11                 |             | -           | -           | -           | -           | 247    | 108    | 56     | 83     | 43,72      |             |
| Totale carriera     | Totale carriera     | Totale carriera     | -          | -          | -          | -          |                 | -               | -               | -               | -               |                    | 20                 | 5                  | 3                  | 12                 |             | -           | -           | -           | -           | 0      | 0      | 0      | 0      | —          |             |

#### Nazionale
Statistiche aggiornate al 19 luglio 2024.
| Squadra   | Naz                  | dal            | al             | Record | Record | Record | Record     | Record | Record | Record | Record |
| G         | V                    | N              | P              | GF     | GS     | DR     | % Vittorie |        |        |        |        |
| --------- | -------------------- | -------------- | -------------- | ------ | ------ | ------ | ---------- | ------ | ------ | ------ | ------ |
| Danimarca | Danimarca (bandiera) | 1º luglio 2020 | 19 luglio 2024 | 55     | 33     | 8      | 14         | 102    | 46     | +56    | 60,00  |

#### Nazionale nel dettaglio
| 2020             | Danimarca        | Nations League 2020-2021 | 2º nel Gruppo 2 di Lega A       | 6  | 3  | 1 | 2  | 50,00 | 8   | 7  | +1  |
| giu.-lug. 2021   | Danimarca        | Euro 2020                | Semifinale                      | 6  | 3  | 0 | 3  | 50,00 | 12  | 7  | +5  |
| 2021             | Danimarca        | Qual. Mondiale 2022      | 1º nel Gruppo F, qualificato    | 10 | 9  | 0 | 1  | 90,00 | 30  | 3  | +27 |
| giu. 2022        | Danimarca        | Nations League 2022-2023 | 2º nel Gruppo 1 di Lega A       | 6  | 4  | 0 | 2  | 66,67 | 9   | 5  | +4  |
| nov.-dic. 2022   | Danimarca        | Mondiale 2022            | Fase a gironi (4° nel Gruppo D) | 3  | 0  | 1 | 2  | &0,00 | 1   | 3  | -2  |
| 2023             | Danimarca        | Qual. Euro 2024          | 1º nel Gruppo H, qualificato    | 10 | 7  | 1 | 2  | 70,00 | 19  | 10 | +9  |
| giu.-lug. 2024   | Danimarca        | Euro 2024                | Ottavi di finale                | 4  | 0  | 3 | 1  | &0,00 | 2   | 4  | -2  |
| Dal 2020 al 2024 | Danimarca        | Amichevoli               |                                 | 10 | 7  | 2 | 1  | 70,00 | 21  | 7  | +14 |
| Totale Danimarca | Totale Danimarca | Totale Danimarca         | Totale Danimarca                | 55 | 33 | 8 | 14 | 60,00 | 102 | 46 | +56 |

#### Panchine da commissario tecnico della nazionale danese
| Cronologia completa delle presenze e delle reti in nazionale ― Danimarca | Cronologia completa delle presenze e delle reti in nazionale ― Danimarca | Cronologia completa delle presenze e delle reti in nazionale ― Danimarca | Cronologia completa delle presenze e delle reti in nazionale ― Danimarca | Cronologia completa delle presenze e delle reti in nazionale ― Danimarca | Cronologia completa delle presenze e delle reti in nazionale ― Danimarca | Cronologia completa delle presenze e delle reti in nazionale ― Danimarca                                         | Cronologia completa delle presenze e delle reti in nazionale ― Danimarca |
| Data                                                                     | Città                                                                    | In casa                                                                  | Risultato                                                                | Ospiti                                                                   | Competizione                                                             | Reti | Note                                                                     |
| ------------------------------------------------------------------------ | ------------------------------------------------------------------------ | ------------------------------------------------------------------------ | ------------------------------------------------------------------------ | ------------------------------------------------------------------------ | ------------------------------------------------------------------------ | --- | ------------------------------------------------------------------------ |
| 5-9-2020                                                                 | Copenaghen                                                               | Danimarca                                                                | 0 – 2                                                                    | Belgio                                                                   | UEFA Nations League 2020-2021 - 1º turno                                 | - | Cap: S. Kjaer                                                            |
| 8-9-2020                                                                 | Copenaghen                                                               | Danimarca                                                                | 0 – 0                                                                    | Inghilterra                                                              | UEFA Nations League 2020-2021 - 1º turno                                 | - | Cap: K. Schmeichel                                                       |
| 7-10-2020                                                                | Herning                                                                  | Danimarca                                                                | 4 – 0                                                                    | Fær Øer                                                                  | Amichevole                                                               | Andreas Skov Olsen Christian Eriksen (rig.) Joakim Mæhle Andreas Cornelius                                       | Cap: K. Schmeichel                                                       |
| 11-10-2020                                                               | Reykjavík                                                                | Islanda                                                                  | 0 – 3                                                                    | Danimarca                                                                | UEFA Nations League 2020-2021 - 1º turno                                 | autorete Christian Eriksen Robert Skov                                                                           | Cap: S. Kjaer                                                            |
| 14-10-2020                                                               | Londra                                                                   | Inghilterra                                                              | 0 – 1                                                                    | Danimarca                                                                | UEFA Nations League 2020-2021 - 1º turno                                 | Christian Eriksen (rig)                                                                                          | Cap: S. Kjaer                                                            |
| 11-11-2020                                                               | Brøndby                                                                  | Danimarca                                                                | 2 – 0                                                                    | Svezia                                                                   | Amichevole                                                               | Jonas Wind Alexander Bah                                                                                         | Cap: C. Eriksen                                                          |
| 15-11-2020                                                               | Copenaghen                                                               | Danimarca                                                                | 2 – 1                                                                    | Islanda                                                                  | UEFA Nations League 2020-2021 - 1º turno                                 | 2 Christian Eriksen (2 rig.)                                                                                     | Cap: S. Kjaer                                                            |
| 18-11-2020                                                               | Bruxelles                                                                | Belgio                                                                   | 4 – 2                                                                    | Danimarca                                                                | UEFA Nations League 2020-2021 - 1º turno                                 | Jonas Wind autorete                                                                                              | Cap: S. Kjaer                                                            |
| 25-3-2021                                                                | Tel Aviv                                                                 | Israele                                                                  | 0 – 2                                                                    | Danimarca                                                                | Qual. Mondiali 2022                                                      | Martin Braithwaite Jonas Wind                                                                                    | Cap: S. Kjaer                                                            |
| 28-3-2021                                                                | Herning                                                                  | Danimarca                                                                | 8 – 0                                                                    | Moldavia                                                                 | Qual. Mondiali 2022                                                      | 2 Kasper Dolberg (1 rig.) Mikkel Damsgaard (x2) Jens Stryger Larsen Mathias Jensen Robert Skov Marcus Ingvartsen | Cap: K. Schmeichel                                                       |
| 31-3-2021                                                                | Vienna                                                                   | Austria                                                                  | 0 – 4                                                                    | Danimarca                                                                | Qual. Mondiali 2022                                                      | Andreas Skov Olsen (x2) Joakim Mæhle Pierre-Emile Højbjerg                                                       | Cap: S. Kjaer                                                            |
| 2-6-2021                                                                 | Innsbruck                                                                | Germania                                                                 | 1 – 1                                                                    | Danimarca                                                                | Amichevole                                                               | Yussuf Poulsen                                                                                                   | Cap: S. Kjaer                                                            |
| 6-6-2021                                                                 | Brøndby                                                                  | Danimarca                                                                | 2 – 0                                                                    | Bosnia ed Erzegovina                                                     | Amichevole                                                               | Martin Braithwaite Andreas Cornelius                                                                             | Cap: S. Kjaer                                                            |
| 12-6-2021                                                                | Copenaghen                                                               | Danimarca                                                                | 0 – 1                                                                    | Finlandia                                                                | Euro 2020 - 1º turno                                                     | - | Cap: S. Kjaer                                                            |
| 17-6-2021                                                                | Copenaghen                                                               | Danimarca                                                                | 1 – 2                                                                    | Belgio                                                                   | Euro 2020 - 1º turno                                                     | Yussuf Poulsen                                                                                                   | Cap: S. Kjaer                                                            |
| 21-6-2021                                                                | Copenaghen                                                               | Russia                                                                   | 1 – 4                                                                    | Danimarca                                                                | Euro 2020 - 1º turno                                                     | Mikkel Damsgaard Yussuf Poulsen Andreas Christensen Joakim Mæhle                                                 | Cap: S. Kjaer                                                            |
| 26-6-2021                                                                | Amsterdam                                                                | Galles                                                                   | 0 – 4                                                                    | Danimarca                                                                | Euro 2020 - Ottavi di finale                                             | Kasper Dolberg (x2) Joakim Mæhle Martin Braithwaite                                                              | Cap: S. Kjaer                                                            |
| 3-7-2021                                                                 | Baku                                                                     | Rep. Ceca                                                                | 1 – 2                                                                    | Danimarca                                                                | Euro 2020 - Quarti di finale                                             | Thomas Delaney Kasper Dolberg                                                                                    | Cap: S. Kjaer                                                            |
| 7-7-2021                                                                 | Londra                                                                   | Inghilterra                                                              | 2 – 1 dts                                                                | Danimarca                                                                | Euro 2020 - Semifinale                                                   | Mikkel Damsgaard                                                                                                 | Cap: S. Kjaer                                                            |
| 1-9-2021                                                                 | Copenaghen                                                               | Danimarca                                                                | 2 – 0                                                                    | Scozia                                                                   | Qual. Mondiali 2022                                                      | Daniel Wass Joakim Mæhle                                                                                         | Cap: S. Kjaer                                                            |
| 4-9-2021                                                                 | Tórshavn                                                                 | Fær Øer                                                                  | 0 – 1                                                                    | Danimarca                                                                | Qual. Mondiali 2022                                                      | Jonas Wind | Cap: K. Schmeichel                                                       |
| 7-9-2021                                                                 | Copenaghen                                                               | Danimarca                                                                | 5 – 0                                                                    | Israele                                                                  | Qual. Mondiali 2022                                                      | Yussuf Poulsen Simon Kjær Andreas Skov Olsen Thomas Delaney Andreas Cornelius                                    | Cap: S. Kjaer                                                            |
| 9-10-2021                                                                | Chișinău                                                                 | Moldavia                                                                 | 0 – 4                                                                    | Danimarca                                                                | Qual. Mondiali 2022                                                      | Andreas Skov Olsen Simon Kjaer (rig.) Christian Norgaard Joakim Mæhle                                            | Cap: S. Kjaer                                                            |
| 12-10-2021                                                               | Copenaghen                                                               | Danimarca                                                                | 1 – 0                                                                    | Austria                                                                  | Qual. Mondiali 2022                                                      | Joakim Mæhle | Cap: S. Kjaer                                                            |
| 12-11-2021                                                               | Copenaghen                                                               | Danimarca                                                                | 3 – 1                                                                    | Fær Øer                                                                  | Qual. Mondiali 2022                                                      | Andreas Skov Olsen Jacob Bruun Larsen Joakim Mæhle                                                               | Cap: S. Kjaer                                                            |
| 15-11-2021                                                               | Glasgow                                                                  | Scozia                                                                   | 2 – 0                                                                    | Danimarca                                                                | Qual. Mondiali 2022                                                      | - | Cap: S. Kjaer                                                            |
| 26-3-2022                                                                | Amsterdam                                                                | Paesi Bassi                                                              | 4 – 2                                                                    | Danimarca                                                                | Amichevole                                                               | Jannik Vestergaard Christian Eriksen                                                                             | Cap: K. Schmeichel                                                       |
| 29-3-2022                                                                | Copenaghen                                                               | Danimarca                                                                | 3 – 0                                                                    | Serbia                                                                   | Amichevole                                                               | Joakim Mæhle Jesper Lindstrøm Christian Eriksen                                                                  | Cap: C.Eriksen                                                           |
| 3-6-2022                                                                 | Saint-Denis                                                              | Francia                                                                  | 1 – 2                                                                    | Danimarca                                                                | UEFA Nations League 2022-2023 - 1º turno                                 | Andreas Cornelius (x2)                                                                                           | Cap: K. Schmeichel                                                       |
| 6-6-2022                                                                 | Vienna                                                                   | Austria                                                                  | 1 – 2                                                                    | Danimarca                                                                | UEFA Nations League 2022-2023 - 1º turno                                 | Pierre-Emile Højbjerg Jens Stryger Larsen                                                                        | Cap: K. Schmeichel                                                       |
| 10-6-2022                                                                | Copenaghen                                                               | Danimarca                                                                | 0 – 1                                                                    | Croazia                                                                  | UEFA Nations League 2022-2023 - 1º turno                                 | - | Cap: C.Eriksen                                                           |
| 13-6-2022                                                                | Copenaghen                                                               | Danimarca                                                                | 2 – 0                                                                    | Austria                                                                  | UEFA Nations League 2022-2023 - 1º turno                                 | Jonas Wind Andreas Skov Olsen                                                                                    | Cap: K. Schmeichel                                                       |
| 22-9-2022                                                                | Zagabria                                                                 | Croazia                                                                  | 2 – 1                                                                    | Danimarca                                                                | UEFA Nations League 2022-2023 - 1º turno                                 | Christian Eriksen                                                                                                | Cap: S. Kjaer                                                            |
| 25-9-2022                                                                | Copenaghen                                                               | Danimarca                                                                | 2 – 0                                                                    | Francia                                                                  | UEFA Nations League 2022-2023 - 1º turno                                 | Kasper Dolberg Andreas Skov Olsen                                                                                | Cap: K. Schmeichel                                                       |
| 22-11-2022                                                               | Al Rayyan                                                                | Danimarca                                                                | 0 – 0                                                                    | Tunisia                                                                  | Mondiali 2022 - 1º turno                                                 | - | Cap: S. Kjaer                                                            |
| 26-11-2022                                                               | Doha                                                                     | Francia                                                                  | 2 – 1                                                                    | Danimarca                                                                | Mondiali 2022 - 1º turno                                                 | Andreas Christensen                                                                                              | Cap: K.Schmeichel                                                        |
| 30-11-2022                                                               | Al Wakrah                                                                | Australia                                                                | 1 – 0                                                                    | Danimarca                                                                | Mondiali 2022 - 1º turno                                                 | - | Cap: C.Eriksen                                                           |
| 23-3-2023                                                                | Copenaghen                                                               | Danimarca                                                                | 3 – 1                                                                    | Finlandia                                                                | Qual. Euro 2024                                                          | Rasmus Højlund (x3)                                                                                              | Cap: S. Kjaer                                                            |
| 26-3-2023                                                                | Astana                                                                   | Kazakistan                                                               | 3 – 2                                                                    | Danimarca                                                                | Qual. Euro 2024                                                          | Rasmus Højlund (x2)                                                                                              | Cap: S. Kjaer                                                            |
| 16-6-2023                                                                | Copenaghen                                                               | Danimarca                                                                | 1 – 0                                                                    | Irlanda del Nord                                                         | Qual. Euro 2024                                                          | Jonas Wind | Cap: S. Kjaer                                                            |
| 19-6-2023                                                                | Lubiana                                                                  | Slovenia                                                                 | 1 – 1                                                                    | Danimarca                                                                | Qual. Euro 2024                                                          | Rasmus Højlund                                                                                                   | Cap: S. Kjaer                                                            |
| 7-9-2023                                                                 | Copenaghen                                                               | Danimarca                                                                | 4 – 0                                                                    | San Marino                                                               | Qual. Euro 2024                                                          | Pierre-Emile Højbjerg Joakim Mæhle Jonas Wind Christian Eriksen                                                  | Cap: S. Kjaer                                                            |
| 10-9-2023                                                                | Helsinki                                                                 | Finlandia                                                                | 0 – 1                                                                    | Danimarca                                                                | Qual. Euro 2024                                                          | Pierre-Emile Højbjerg                                                                                            | Cap: S. Kjaer                                                            |
| 14-10-2023                                                               | Copenaghen                                                               | Danimarca                                                                | 3 – 1                                                                    | Kazakistan                                                               | Qual. Euro 2024                                                          | Jonas Wind Robert Skov (x2)                                                                                      | Cap: S. Kjaer                                                            |
| 17-10-2023                                                               | Serravalle                                                               | San Marino                                                               | 1 – 2                                                                    | Danimarca                                                                | Qual. Euro 2024                                                          | Rasmus Højlund Yussuf Poulsen                                                                                    | Cap: S. Kjaer                                                            |
| 17-11-2023                                                               | Copenaghen                                                               | Danimarca                                                                | 2 – 1                                                                    | Slovenia                                                                 | Qual. Euro 2024                                                          | Joakim Mæhle Thomas Delaney                                                                                      | Cap: S. Kjaer                                                            |
| 20-11-2023                                                               | Belfast                                                                  | Irlanda del Nord                                                         | 2 – 0                                                                    | Danimarca                                                                | Qual. Euro 2024                                                          | | Cap: S. Kjaer                                                            |
| 23-3-2024                                                                | Copenaghen                                                               | Danimarca                                                                | 0 – 0                                                                    | Svizzera                                                                 | Amichevole                                                               | - | Cap: S. Kjaer                                                            |
| 26-3-2024                                                                | Brondby                                                                  | Danimarca                                                                | 2 – 0                                                                    | Fær Øer                                                                  | Amichevole                                                               | Pierre-Emile Højbjerg Mohamed Daramy                                                                             | Cap: P. Hojbjerg                                                         |
| 5-6-2024                                                                 | Copenaghen                                                               | Danimarca                                                                | 2 – 1                                                                    | Svezia                                                                   | Amichevole                                                               | Pierre-Emile Højbjerg Christian Eriksen                                                                          | Cap: P. Hojbjerg                                                         |
| 8-6-2024                                                                 | Brondby                                                                  | Danimarca                                                                | 3 – 1                                                                    | Norvegia                                                                 | Amichevole                                                               | Pierre-Emile Højbjerg Jannik Vestergaard Yussuf Poulsen                                                          | Cap: K. Schmeichel                                                       |
| 16-6-2024                                                                | Stoccarda                                                                | Slovenia                                                                 | 1 – 1                                                                    | Danimarca                                                                | Euro 2024 - 1º turno                                                     | Christian Eriksen                                                                                                | Cap: K. Schmeichel                                                       |
| 20-6-2024                                                                | Francoforte sul Meno                                                     | Danimarca                                                                | 1 – 1                                                                    | Inghilterra                                                              | Euro 2024 - 1º turno                                                     | Morten Hjulmand                                                                                                  | Cap: K. Schmeichel                                                       |
| 25-6-2024                                                                | Monaco di Baviera                                                        | Danimarca                                                                | 0 – 0                                                                    | Serbia                                                                   | Euro 2024 - 1º turno                                                     | - | Cap: K. Schmeichel                                                       |
| 29-6-2024                                                                | Dortmund                                                                 | Germania                                                                 | 2 – 0                                                                    | Danimarca                                                                | Euro 2024 - Ottavi di finale                                             | - | Cap: K. Schmeichel                                                       |
| Totale                                                                   |                                                                          | Presenze                                                                 | 55                                                                       |                                                                          | Reti                                                                     | 102 |                                                                          |

## Palmarès

### Allenatore

#### Club
- Campionato danese: 1

Nordsjælland: 2011-2012